# Suiattle River
Der Suiattle River ist ein Fluss in dem US-Bundesstaat Washington.

## Flusslauf
Der Suiattle River entspringt dem Suiattle-Gletscher auf den Hängen des Glacier Peak der Kaskadenkette. Er fließt meist Richtung Sauk River und nördlich von Darrington in diesen. Er entleert sich über den Skagit River in die Skagit Bay, Teil des Puget Sound.
Der Suiattle River ist ein National Wild and Scenic River.

## Zuflüsse
Die größten Zuflüsse des Suiattle River sind der Chocolate Creek, Dusty Creek, Sulpher Creek und der Downey Creek.